# Cristal de zafiro
El cristal de zafiro (también conocido como cristal-zafiro o zafiro sintético) es un cristal sintético con la misma composición química que el zafiro natural y con sus mismas propiedades, como elevada dureza (es el segundo mineral más duro tras el diamante) y gran transparencia, lo que hace que sea muy utilizado en aplicaciones en las que se requieren vidrios de gran dureza y resistencia para evitar el rayado ocasionado en determinados dispositivos por su manipulación frecuente, tales como relojes de pulsera y en un futuro inmediato teléfonos móviles. También se utiliza ocasionalmente en joyería, aunque no ha reemplazado a las piedras naturales, que siguen teniendo precios mucho más elevados.

## Historia

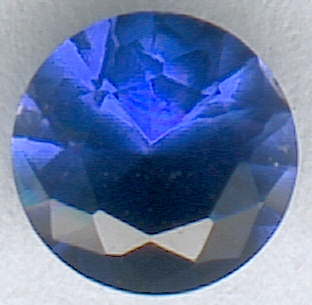
Zafiro sintético

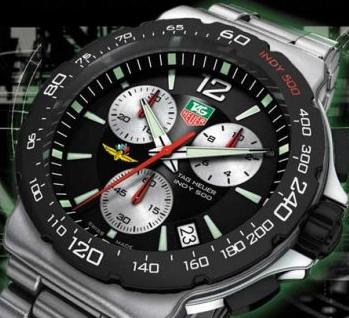
Esfera de un reloj TAG-Heuer Indy-500 protegida con cristal zafíro

En 1902 el químico francés Auguste Verneuil desarrolló un proceso para producir cristales sintéticos a partir de alúmina. En el proceso que lleva su nombre (proceso de Verneuil), se añade polvo de alumina a una llama oxihidrogenada se dirige hacia abajo contra un sustrato. La alúmina en la llama es depositada lentamente, creando un depósito monocristalino de zafiro en forma de lágrima. En el proceso se pueden agregar determinadas impurezas químicas para crear versiones artificiales del rubí y de todos los demás colores naturales de zafiro. Además, se pueden producir otros colores nunca vistos en las muestras naturales. El material del zafiro artificial es idéntico al de zafiro natural, excepto en que se puede fabricar sin los defectos que se encuentran en las piedras naturales. La desventaja de proceso de Verneuil es que los cristales generados tienen tensiones internas elevadas, lo que los hace muy frágiles. Actualmente existen otros métodos de fabricación de zafiro, variaciones del proceso Czochralski, que fue inventado en 1916 por el químico polaco Jan Czochralski. En este proceso, una pequeña semilla de cristal de zafiro se sumerge en un crisol hecho del metal iridio o de molibdeno, conteniendo alúmina fundida y, a continuación, es retirada lentamente hacia arriba a una velocidad de 1 a 100 mm por hora. La alúmina se cristaliza en el extremo, creando largas bolas en forma de zanahoria de gran tamaño (hasta 200 kg de peso).
El zafiro sintético también se produce industrialmente a partir de óxido de aluminio aglomerado, sinterizado y fusionado (mediante prensado isostático en caliente) en una atmósfera inerte, produciendo un material policristalino transparente pero ligeramente poroso.
En 2003 la producción mundial de zafiro sintético fue de 250 toneladas (1,25×109 quilates), sobre todo por parte de Estados Unidos y Rusia. La disponibilidad de zafiro sintético relativamente barato ha facilitado muchos usos industriales para este material único:
- El primer láser fue fabricado a partir de una varilla de rubí sintético. Los láser de titanio-zafiro son populares debido a su capacidad relativamente rara de ser sintonizables a varias longitudes de onda entre el rojo y casi la región infrarroja del espectro lumínico(posible rango sintonizable es Ti-zafiro ≈ 650 nm a 1100 nm). También pueden ser fácilmente conformados para producir pulsos de luz extraordinariamente cortos. En estos láseres, un cristal de zafiro producido sintéticamente con impurezas de cromo o titanio se irradia con luz intensa de una lámpara especial o de otro láser para crear emisión estimulada de luz.
- Los sustratos de zafiro sintético de alta calidad utilizados en nanotecnología a menudo se llaman cristal azul, debido a su característico color azul.

## Aplicaciones más comunes
Junto con la zirconia y el oxinitruro de aluminio, el zafiro sintético se utiliza para vidrios de ventanas resistentes al astillado en vehículos blindados y para prendas antibalas militares (en asociación con materiales compuestos). 
Un tipo de faros de xenón (originalmente denominados "Cermax"), que ahora se conocen genéricamente como "lámparas de xenón de cuerpo cerámico",  están fabricados con cristal de zafiro, debido a que tolera mayores cargas térmicas (y en consecuencia, potencias lumínicas más altas) que las lámparas de xenón convencionales con cristales de sílice puro.

### Cristal de zafiro
Una aplicación del zafiro sintético es el cristal de zafiro a menudo llamado cristal azul por el color de los zafiros naturales. Aquí cristal es un término ambiguo, que no se refiere tanto al estado molecular del material, como a su transparencia. Este material no solo es altamente transparente a longitudes de onda de luz entre 150 nm (luz ultravioleta) y 5.500 nm (luz infrarroja) (el ojo humano puede discernir las longitudes de onda de aproximadamente 380 nm a 750 nm), sino que también es extraordinariamente resistente a los arañazos (el zafiro tiene un valor de 9 en la escala de Mohs).
Los principales beneficios de los vidrios de zafiro son:
- una banda de transmisión óptica muy amplia, del ultravioleta al infrarrojo cercano (150-5.500 nm);
- ser significativamente más duro que otros materiales ópticos o cristales de vidrio estándar);
- una alta resistencia a los arañazos y a la abrasión (9 en la escala de Mohs, una de las sustancias más duras después de la moissanita (carburo de silicio) y los diamantes));
- una temperatura de fusión extremadamente alta (2030 °C).

El llamado "cristal de zafiro" se refiere normalmente al zafiro cristalino utilizado en relojería y en los teléfonos celulares. Algunos cristales están fabricados a partir de "bolas" de zafiro puro que se han hecho crecer con una orientación cristalina específica, típicamente a lo largo del eje óptico (denominado eje c), para minimizar su birrefringencia. Las bolas se cortan verticalmente en el espesor del vidrio solicitado, que finalmente es pulido con el acabado superficial deseado. Los cristales de zafiro pueden ser pulidos con una amplia gama de acabados superficiales debido a su estructura cristalina y a su dureza. Los acabados superficiales de estos cristales normalmente se denominan de acuerdo con las especificaciones de defectos superficiales adoptadas a nivel mundial (MIL-O-13830).
En principio se iban a utilizar pantallas con cristal zafiro en una serie de productos de Apple (iPhone 5s, iPhone 6, e iPad mini 3, así como en el Apple Watch,) pero finalmente se comercializaron con pantallas de Gorilla Glass en su lugar. Sin embargo, a partir del modelo 5S, el lector de Touch ID y el cristal de la cámara posterior están fabricados con cristal de zafiro.
Los cristales de zafiro se utilizan en celdas de alta presión para espectroscopía, en cristales de relojes de pulsera de alta gama y en los lectores de códigos de barras utilizados en los comercios de alimentación, donde la dureza y tenacidad excepcional del material hacen que sea muy resistente al rayado.
También se usa en las lentes de algunos tubos láser de alta potencia, debido a que su transparencia en banda ancha y su conductividad térmica permiten manejar densidades de potencia muy altas en el espectro infrarrojo o ultravioleta sin degradaciones debidas al calentamiento.

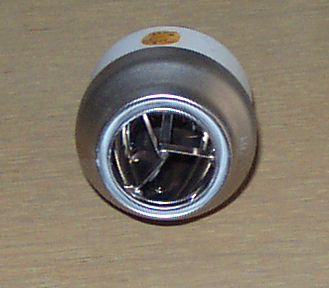
Lámpara de Xenón tipo Cermax, confinada con cristal zafiro para resistir las elevadas temperaturas

### Sustrato para circuitos de semiconductores
Las obleas de zafiro delgadas fueron utilizadas como uno de los primeros sustratos semiconductores aislantes sobre el que depositar silicio para conformar circuitos integrados, conocidos como "silicio sobre zafiro" ("SOS" por sus siglas en inglés: Silicon On Sapphire). Actualmente también se utilizan otros sustratos en estos circuitos, conocidos generalmente como "silicio sobre aislante" ("SOI" por sus siglas en inglés: Silicon On Insulator). Además de sus excelentes propiedades de aislamiento eléctrico, el zafiro tiene una alta conductividad térmica. Los circuitos CMOS sobre zafiro son especialmente útiles para aplicaciones de alta potencia en radiofrecuencia (RF), como las utilizadas en los teléfonos celulares, comunicaciones por radio y sistemas de comunicación por satélite. La tecnología de las placas del tipo "SOS" también permite el diseño de sistemas electrónicos monolíticos -digitales y analógicos- en un solo circuito integrado, así como la construcción de circuitos con consumos de potencia extremadamente bajos.
Las obleas de zafiro de cristal único se utilizan también en la industria como sustrato de semiconductores para la fabricación de dispositivos basados en nitruro de galio (GaN). El uso del zafiro reduce significativamente su costo, ya que su precio es unas siete veces menor que el del germanio al que sustituye. El nitruro de galio sobre zafiro se utiliza comúnmente en los diodos de emisión de luz (LEDs) de color azul.

### Prótesis
El zafiro monocristalino es bastante biocompatible; y presenta un desgaste excepcionalmente bajo trabajando con materiales metálicos, lo que ha dado lugar a la introducción de monocristales de zafiro para prótesis de cadera en Ucrania.